# Zomba, Malawi
Zomba är en stad i södra Malawi, belägen vid Zombaplatån i Shirehöglandet. Den är huvudort i distriktet Zomba. Staden är landets fjärde största och har cirka 140 000 invånare. Zomba har universitet.
Zomba grundades i mitten av 1880-talet och kom 1891 under brittiskt protektorat. År 1907 blev den huvudstad i den brittiska kolonin Nyasaland. Efter landets självständighet 1964 var Zomba landets huvudstad fram till den 1 januari 1975, då Lilongwe blev ny huvudstad. Flera regeringsinstitutioner blev dock kvar i Zomba, som långt efter 1975 hyste landets parlamentsbyggnad.
Fotbollsspelaren Russel Mwafulirwa, som spelat för den svenska klubben IFK Norrköping, kommer från Zomba.